# Scytodes diminuta
Espèce
Scytodes diminuta est une espèce d'araignées aranéomorphes de la famille des Scytodidae.

## Distribution
Cette espèce est endémique du Costa Rica.

## Description
Le mâle holotype mesure 2,1 mm et la femelle paratype 2,4 mm.

## Publication originale
- Valerio, 1981 : Spitting spiders (Araneae, Scytodidae, Scytodes) from Central America. Bulletin of the American Museum of Natural History, no 170, p. 80-89 (texte intégral).